# Styriofelis
Styriofelis es un género extinto de mamífero félido primitivo cuyos restos se han encontrado en localidades del Mioceno de Europa.

## Historia y taxonomía
En 1882, el geólogo y paleontólogo austriaco Rudolf Hoernes describió una especie de Pseudaelurus a partir de una hemimandíbula encontrada en el yacimiento austriaco de Göriach (MN5, Mioceno medio). Ésta fue descrita bajo la especie Pseudaelurus turnauensis. Pocos años después, en las excavaciones del yacimiento francés de La Grive-Saint-Alban (MN 7/8, Mioceno medio tardío), se describireron dos nuevas especies de félidos primitivos: Pseudaelurus transitorius y Pseudaelurus lorteti. Para este último, el paleontólogo húngaro Miklós Kretzoi propuso en 1938 el género Miopanthera para Pseudaelurus lorteti.
Fue también Kretzoi quién, en 1929, propuso el género Styriofelis para P. turnauensis, separándolo del género Pseudaelurus. De nuevo, esta propuesta fue en general ignorada durante muchas décadas; el paleontólogo francés Jean Viret dividió el género Pseudaelurus en dos subgéneros: Schizailurus y Pseudaelurus. De esta forma, esta nueva propuesta se aplicaría a Pseudaelurus (Schizailurus) turnauensis y a Pseudaelurus (Schizaelurus) lorteti, y, por lo tanto, ignoró a los géneros Styriofelis y Miopanthera creados décadas antes por Kretzoi.
Estas numerosas reclasificaciones de estos taxones en géneros diferentes a Pseudaelurus son debidas a que varios autores han considerado que todas estas formas se correspondían con dos líneas muy diferentes, separadas tempranamente en la evolución de los félidos. Por un lado Pseudaelurus vendría siendo el primer representante de los félidos de dientes de sable (subfamilia Machairodontinae, con una única especie válida. Es por ello que los primeros félidos de dientes cónicos (subfamilia Felinae), para que Pseudaelurus no fuera un género polifilético y para no faltar al Código Internacional de Nomenclatura Zoológica que da prioridad al nombre asignado con anterioridad a una especie o género, finalmente, en un estudio del paleontólogo sueco Lars Werdelin y colaboradores en 2010, se terminaron empleando el género Styriofelis propuesto por Kretzoi para S. turnauensis y S. lorteti. Este último, tras una revisión de la especie Felis pamiri concluyó que F. pamiri y S. lorteti estaban estrechamente relacionados, y que además eran lo bastante distintos como para ser reasignados al género Miopanthera. De esta manera, Schizailurus ha sido considerado como un sinónimo más moderno de Styriofelis, mientras que Pseudaelurus transitorius también se trataría de un sinónimo menor.
En 2012, se describió a una nueva especie de félido del grado evolutivo de Pseudaelurus procedente de España, Styriofelis vallesiensis Sin embargo, en 2017, una revisión de esta especie concluyó que era lo suficientemente diferente como para requerir un género independiente, de modo que fue renombrado como una especie del nuevo género Leptofelis, L. vallesiensis. También se le asignó a Styriofelis turnauensis una hemimandíbula hallada en el intercambiador de transportes de la Estación de Príncipe Pío, un yacimiento denominado como Príncipe Pío-2 en pleno centro de la ciudad de Madrid, datado como Mioceno medio, pero posteriormente fue reasignado al nuevo género de felino primitivo Magerifelis, M. peignei.